# Барретт, Фредерик
Фредерик Уитфилд Барретт (англ. Frederick Whitfield Barrett) (20 июня 1875 года ― 7 ноября 1949) ― английский игрок в поло. Тренировал скаковых лошадей для трёх британских монархов: для Георга V, Эдуарда VIII и Георга VI. Участник Олимпийских игр 1920 и 1924 года.

## Биография
Родился 20 июня 1875 года в Англии.
Проходил службу в 15-м гусарском полку, где мастерски освоил скачку стипль-чез. Впервые начал играть в поло тогда, когда его полк отправился в Индию в 1902 году.
Выступал за английскую команду по поло на соревнованиях Международного кубка по поло в 1914 и 1921 годах. В 1914 году британская команда одержала победу, тем самым прервав серию поражений, имевшую место до этого момента.
Выиграл Ройхемптонский кубок по поло в 1919 году.
Соревновался в составе команды Великобритании по поло на летних Олимпийских играх 1920 года в Антверпене. Британская команда одержала победу над сборной Испании в финале, и её члены были удостоены золотыми медалями. Фредерик Барретт также участвовал в спортивной борьбе на Олимпийских играх в 1924 году в Париже, где он получил бронзовую медаль.
Уйдя из армии в отставку, Барретт посвятил себя тренировке скаковых лошадей. Одна из его лошадей, Аннадель, одержала победу на скачках Scottish Grand National в 1931 году.
Фредерик Уитфилд Барретт скончался 7 ноября 1949 года.

## Личная жизнь
Барретт был женат на достопочтенной леди Изабель Кэролайн, дочери лорда Кенсингтона. Оба они жили во Вротон Холл, графство Уилтшир.